# Костоглави
Костоглави су били диносаури необичног изгледа. Њихов научни назив, pahicefalosaur, значи ,,гуштер дебеле главе’’ због високог чела и чврсте коштане куполе на глави. Неке врсте су имале и коштане крагне, кврге и бодље на задњем и бочном дјелу главе, а понекад и на њушци. Многи палентолози сматрају да су костоглави диносаури живели у стадима као данашње дивокозе. Мужјаци су вјероватно водили жестоке борбе у сезони парења и за превласт у стаду. Ходали су на две ноге и хранили се биљкама попут ornipoda.

## Стегоцерас
Мужјаци су се међусобно борили спуштеном главом и репом којим су одржавали равнотежу. Задебљана лобања штитила је мали мозак. Одрасли стегоцерас могао је да достигне тежину од 55 килограма.
Позна креда
- Величина: 2 метра
- Ред: Ornithischia
- Породица: Pachycephalosauridae
- Станиште: Сјеверна Америка: Алберта
- Научни назив: Stegoceras

## Преноцефале
Велика купола на глави prenocefala је била окружена редом коштаних шиљака и кврга. Женке су вјероватно имале мању и тању лобању. Попут осталих диносаура костоглава, prenocefale је вјероватно имао велике очи и развијено чуло мириса. Живио је у шумама хранећи се воћем и лишћем.
Позна креда
- Величина: 2,4 метра
- Ред: Ornithischia
- Породица: Pachycephalosauridae
- Станиште: Азија: Монголија
- Научни назив: Prenocephale

## Пакицефалосаур
Пакицефалосаур(pachycephalosaurus) је био џиновски костоглав. Лобања му је била дугачка 60 центиметара. На врху главе је имао велику куполу начињену од чврсте кости, дебелу и до 25 центиметара. Ова купола(личи на кацигу) му је штитила главу приликом двобоја са другим мужјацима.
Позна креда
- Величина: 4,6 метара
- Ред: Ornithischia
- Породица: Pachycephalosauridae
- Станиште: Сјеверна Америка: Алберта
- Научни назив: Раchycephalosaurus

## Хомалоцефале
Хомалоцефале(,,исте главе’’) није имао куполу на врху лобање. Умјесто тога имао је равну главу у облику клина и кости главе су му биле веома дебеле. Глава му је била прекривена коштаним квргама.
Позна креда
- Величина: 3 метра
- Ред: Ornithischia
- Породица: Pachycephalosauridae
- Станиште: Азија: Монголија
- Научни назив: Homalocephale